# فارست مولیناری
فارست مولیناری (به انگلیسی: Forrest Molinari؛ زادهٔ ۴ سپتامبر ۱۹۹۵) یک کشتی‌گیر آزادکار کشور ایالات متحده آمریکا است.
از افتخارات وی می‌توان به کسب مدال برنز مسابقات قهرمانی کشتی جهان ۲۰۲۱ اشاره کرد.